# بريسيلا روبرتس
بريسيلا روبرتس (بالإنجليزية: Priscilla Roberts)‏ هي رسامة أمريكية، ولدت في 1916 في جلان ريدج في الولايات المتحدة، وتوفيت في 5 أغسطس 2001 في جورجتاون في الولايات المتحدة.